# هلارته
هلارته روستایی از توابع بخش اژیه شهرستان هرند در استان اصفهان ایران است.
این روستا در مسیر جاده اصفهان ورزنه واقع شده است.

## جمعیت
براساس سرشماری مرکز آمار ایران در سال۱۳۹۰، جمعیت آن ۳۰۱ نفر (۹۹خانوار) بوده‌است.